# Scott Mariani
Scott Mariani (St. Andrews, 1 de janeiro de 1968) é um escritor escocês do gênero thriller de livros best-sellers do Sunday Times. Ele já vendeu mais de um milhão de cópias somente no Reino Unido, e está traduzido em mais de 20 idiomas em todo o mundo.

## Biografia
Mariani nasceu em St Andrews na Escócia e estudou Línguas Modernas e Estudos Cinematográficos na Universidade de Oxford. Ele agora reside no oeste do País de Gales, onde teve a ideia para o personagem Ben Hope quando passeava. Antes de se tornar um escritor em tempo integral, ele trabalhou em vários empregos, inclusive como tradutor, músico profissional e jornalista freelance. Ele citou seus interesses além de escreer, como tiro, tiro com arco, fotografia e astronomia; ele é um defensor das ONGs Woodland Trust e da World Wide Fund for Nature (WWF).
Ele tem origem francesa, embora o sobrenome (Mariani) seja italiano, o nome vem de fato da região de Nice na França, e ele é bilíngue entre francês e inglês.

### Carreira
É conhecido por seus romances do gênero thriller sobre o ex-Major do Serviço Aéreo Especial britânico e ex-estudante de teologia, Ben Hope.
O primeiro desses romances, The Alchemist's Secret, ficou em primeiro lugar no ranking Amazon Kindle do Reino Unido por seis semanas consecutivas.

## Obras
- The Alchemist's Secret ou The Fulcanelli Manuscript (2007) O Segredo do Alquimista em Portugal: (Planeta, 2009) / no Brasil: (Fundamento, 2014)
- The Mozart Conspiracy (2008) no Brasil: A Conspiração Mozart (Fundamento, 2015)
- The Doomsday Prophecy ou The Hope Vendetta (2009) em Portugal: A Profecia do Juízo Final (Planeta, 2011)
- The Heretic's Treasure (2009)
- The Shadow Project (2010)
- The Lost Relic (2011)
- The Sacred Sword (2012)
- The Armada Legacy (2013) em Portugal: A Herança da Armada Invencível (Planeta, 2014)
- The Nemesis Program (2014)
- The Forgotten Holocaust (2015)
- The Martyr's Curse (2015)
- The Cassandra Sanction (2016)
- Star of Africa (2016)
- The Devil's Kingdom (2016)
- The Babylon Idol (2017)
- The Bach Manuscript (2017)
- The Moscow Cipher (2018)
- The Rebel's Revenge (2018)
- Valley of Death (2019)
- House of War (2019)
- The Pretender's Gold (2020)
- The Demon Club (2020)
- The Pandemic Plot (2021)
- The Crusader's Cross (2021)
- The Silver Serpent (2022)

#### Livros relacionados
- Passenger 13 (2011) ebook
- 8.5. Bring Him Back (2013)
- The Tunnel (2015)

### Vampire Federation
- Uprising (2010)
- The Cross (2011)

### Série Tom McAllister
- The Cage (2021)

### Coautoria
- 0.2. Witness X (2017) (com Mark Dawson, série Group Fifteen Files)

### Novelas
- House of Malice (2013)
- Decoy (2014)

### Não ficção
- How to Write a Thriller (2007)